# Die Sonne, die uns täuscht
Die Sonne, die uns täuscht (russisch Утомлённые солнцем Utomljonnyje solnzem, deutsch ‚Die von der Sonne Ermüdeten‘) ist ein russisches Filmdrama des Regisseurs Nikita Michalkow von 1994.

## Handlung
Der Film handelt vordergründig von einer sowjetischen Familie im Sommer 1936. Der hochrangige Divisionskommandeur Sergej Petrowitsch Kotow, Vater der kleinen Tochter Nadja und Ehemann von Marija, empfängt seinen alten Bekannten Dmitrij, der früher ein enges Verhältnis zu Marija hatte, im Haus der Familie. Um den damaligen Rivalen loszuwerden, hatte der Revolutionsheld Kotow seinen Gegenspieler Dmitrij einst in das NKWD gezwungen, in dessen Auftrag dieser dann die Pariser Emigrantenkreise bespitzeln musste. Zurückgekehrt nach Russland gilt es nun, die alte Rechnung mit Kotow zu begleichen. Der mittlerweile angesehene Agent des NKWD rächt sich an Kotow, indem er mit ihm Katz und Maus spielt und schließlich für seinen Abtransport sorgt – im Rahmen des Großen Terrors vom Sommer 1936. Nach einem erzwungenen Geständnis wird Kotow 1936 erschossen. Am Ende des Films sieht man Dmitrij durch Suizid sterben. Marija wird verhaftet und stirbt 1940 im Gulag. Nadja, die ebenfalls verhaftet wurde, überlebt und wird während der Chruschtschow-Ära entlassen.

## Das Lied
Das Lied, das während des Filmes mehrfach erklingt, war ursprünglich ein polnischer Tango mit dem Titel Ta ostatnia niedziela (Das ist unser letzter Sonntag). In der Sowjetunion bekam er einen neuen Text und wurde zu Утомлённое солнце (Die ermüdete Sonne). Tatsächlich erschien die im Film verwendete russischsprachige Version jedoch erst 1937, während die Handlung im Jahr 1936 spielt.

## Kritiken
„Ein undramatisch inszeniertes Kammerspiel, das vom Beginn der stalinistischen Säuberungsaktionen berichtet. Angelegt zwischen Drama, wehmütiger Komödie und politischer Auseinandersetzung, scheitert der Film letztlich auf allen Ebenen.“

„Nikita Michalkow zeichnet die Sowjetunion anfangs als heitere Idylle. Doch unter der Oberfläche bleibt das latent Bedrohliche spürbar. Mißtrauen und Neid liegen in der Luft. Mit seiner antistalinistischen Parabel feierte Michalkow einen der größten Erfolge des zeitgenössischen russischen Kinos.“

„Das kunstvoll konstruierte Drama zeigt humorvoll die Ursachen für den Verfall des Kommunismus.“

## Hintergrund
Die wörtliche Übersetzung des Filmtitels lautet „Die von der Sonne Ermüdeten“. Der Film wurde in der IMDb mit 7,8 von 10 Punkten bewertet. Die Redaktion der deutschen Seite cinema.de gab dem Film 5 von 5 Punkten. Bei Moviepilot bekam der Film eine durchschnittliche Bewertung von 8 von 10 Punkten. Ähnliche Ergebnisse erzielte der Film auf der US-amerikanischen Kritikerseite Rotten Tomatoes. Dort erhielt der Film zu 79 % positive Kritik.
Das Budget des Filmes wird in der IMDb auf 2,8 Millionen Dollar geschätzt. Allein in den USA nahm der Film 2,6 Millionen Dollar ein. In Argentinien hatte der Film über 866.000 Zuschauer. Laut der Internetseite allocine.fr hatte der Film über 533.000 Zuschauer in den französischen Kinos.
Der Film kam auf Video vom „ArtHaus – Verleih“ heraus und wurde ebenso in den deutschen Kinos sowie im Fernsehen ausgestrahlt. Mit deutschen Untertiteln ist der Film vom Schweizer „Trigon-Film Verleih“ erhältlich. Bei Amazon.de ist der Film als UK-Import mit englischen Untertiteln erhältlich. Am 7. März 2019 kam eine neue DVD auf den Markt, welche eine deutsche Synchronisation enthält. Der Herausgeber ist SchröderMedia.
Kotows Tochter Nadja wird von Nadeschda Michalkowa gespielt, die auch in Wirklichkeit die Tochter von Nikita Michalkow (Kotow) ist.

## Auszeichnungen
Die Sonne, die uns täuscht wurde 1994 von der Europäischen Filmakademie als „Film des Jahres“ nominiert. Der Film gewann im selben Jahr bei den Internationalen Filmfestspielen von Cannes den Großen Preis der Jury sowie den Preis der Ökumenischen Jury und wurde 1995 als bester fremdsprachiger Film mit dem Oscar ausgezeichnet.
Laut Angaben der Internetseite imdb.com wurde der Film für den italienischen Filmpreis „David di Donatello“, als bester fremdsprachiger Film nominiert. Ebenso wurde er für den BAFTA-Award (Großbritannien), als bester fremdsprachiger Film nominiert, sowie für das australische Filminstitut und den Filmkritikerpreis in Argentinien.

## Fortsetzung
2010 verfilmte Nikita Michalkow mit Utomljonnyje solnzem 2 eine Fortsetzung seines Oscar-gekrönten Werkes, in dem er an der Seite von Oleg Menschikow, der wieder die Rolle des noch lebenden Dmitrij spielte, erneut eine der Hauptrollen übernahm. Die Fortsetzung wurde für die Goldene Palme auf den Filmfestspielen von Cannes nominiert. In Deutschland erhielt sie den Titel Die Sonne, die uns täuscht – Der Exodus. Der Film spielt 1941 während des Zweiten Weltkrieges, bei dem sich Kotow als Kommandant eines Strafbataillons beweisen muss. Ein Jahr später (2011) erschien ein weiterer Teil, der die Filmreihe als Trilogie abschloss. In Die Sonne, die uns täuscht – Die Zitadelle ist Kotow weiter Kommandeur des Strafbataillons, das 1945 eine deutsche Festung einnehmen soll.